# Diócesis de Edmundston
La diócesis de Edmundston (en latín: Dioecesis Edmundstonen(sis) en francés: Diocèse d'Edmundston y en inglés: Roman Catholic Diocese of Edmundston) es una circunscripción eclesiástica latina de la Iglesia católica en Canadá, sufragánea de la arquidiócesis de Moncton. La diócesis tiene al obispo Claude Champagne, O.M.I. como su ordinario desde el 5 de enero de 2009.

## Territorio y organización
La diócesis tiene 12 838 km² y extiende su jurisdicción sobre los fieles católicos de rito latino residentes en la provincia de Nuevo Brunswick en los condados de Madawaska y Victoria y la parte occidental del de Restigouche.
La sede de la diócesis se encuentra en la ciudad de Edmundston, en donde se halla la Catedral de la Inmaculada Concepción.
En 2019 en la diócesis existían 32 parroquias agrupadas en 5 zonas pastorales: Alto Madawaska, Edmundston, Grand-Sault, Sud Victoria y Restigouche.

## Historia
La región de Madawaska fue alcanzada por primera vez por misioneros en el siglo XVIII cuando hubo una fuerte inmigración de las tierras del río San Lorenzo. El 12 de septiembre de 1792 el obispo de Quebec Jean François Hubert erigió la primera parroquia dedicada a san Basilio en estos territorios; en julio de 1794 llegó el primer sacerdote residente. Otros obispos de Quebec fueron a esta parte de su diócesis, incluido, en 1803, Pierre Denaut, quien administró el sacramento de la confirmación por primera vez.
A partir de 1829 la provincia de Nuevo Brunswick tuvo su propia jerarquía eclesiástica separada de la de Quebec. Los territorios del noroeste de la provincia nunca tuvieron una gran población y la evangelización se dirigió principalmente a los inmigrantes canadienses, pero también a los indígenas.
El 16 de diciembre de 1944, con la bula Ad animarum bonum, el papa Pío XII decidió erigir la diócesis de Edmundston, con territorio quitado al de la diócesis de Bathurst.

## Estadísticas
De acuerdo al Anuario Pontificio 2020 la diócesis tenía a fines de 2019 un total de 43 404 fieles bautizados.
| Año                                                                             | Población            | Población | Población      | Sacerdotes | Sacerdotes    | Sacerdotes    | Bautizados por sacerdote | Diáconos permanentes | Religiosos | Religiosos | Parroquias |
| Año                                                                             | Bautizados católicos | Total     | % de católicos | Total      | Clero secular | Clero regular | Bautizados por sacerdote | Diáconos permanentes | Varones    | Mujeres    | Parroquias |
| ------------------------------------------------------------------------------- | -------------------- | --------- | -------------- | ---------- | ------------- | ------------- | ------------------------ | -------------------- | ---------- | ---------- | ---------- |
| 1945                                                                            | 37 702               | ?         | ?              | 52         | 42            | 10            | 725                      |                      | ?          | 170        | 21         |
| 1950                                                                            | 45 113               | 46 500    | 97.0           | 86         | 49            | 37            | 524                      |                      | 50         | 247        | 39         |
| 1966                                                                            | 53 000               | 67 000    | 79.1           | 104        | 69            | 35            | 509                      |                      | 63         | 400        | 40         |
| 1970                                                                            | 49 882               | 65 000    | 76.7           | 99         | 67            | 32            | 503                      | 1                    | 32         | ?          | 27         |
| 1976                                                                            | 50 870               | 58 485    | 87.0           | 71         | 53            | 18            | 716                      |                      | 33         | 248        | 31         |
| 1980                                                                            | 55 472               | 62 296    | 89.0           | 64         | 52            | 12            | 866                      |                      | 23         | 235        | 37         |
| 1990                                                                            | 53 413               | 58 812    | 90.8           | 52         | 42            | 10            | 1027                     |                      | 13         | 161        | 35         |
| 1999                                                                            | 52 671               | 56 492    | 93.2           | 39         | 30            | 9             | 1350                     |                      | 10         | 130        | 32         |
| 2000                                                                            | 53 079               | 56 488    | 94.0           | 40         | 32            | 8             | 1326                     |                      | 9          | 119        | 32         |
| 2001                                                                            | 52 303               | 55 478    | 94.3           | 40         | 31            | 9             | 1307                     |                      | 10         | 119        | 32         |
| 2002                                                                            | 51 185               | 54 300    | 94.3           | 41         | 33            | 8             | 1248                     |                      | 9          | 116        | 32         |
| 2003                                                                            | 50 194               | 53 223    | 94.3           | 39         | 31            | 8             | 1287                     |                      | 9          | 116        | 32         |
| 2004                                                                            | 49 839               | 52 536    | 94.9           | 40         | 31            | 9             | 1245                     |                      | 9          | 110        | 32         |
| 2006                                                                            | 49 368               | 51 609    | 95.7           | 37         | 27            | 10            | 1334                     |                      | 10         | 99         | 32         |
| 2013                                                                            | 47 600               | 49 700    | 95.8           | 30         | 23            | 7             | 1586                     |                      | 10         | 54         | 32         |
| 2016                                                                            | 43 262               | 44 772    | 96.6           | 29         | 21            | 8             | 1491                     |                      | 8          | 47         | 32         |
| 2019                                                                            | 43 404               | 44 849    | 96.8           | 28         | 21            | 7             | 1550                     |                      | 7          | 38         | 32         |
| Fuente: Catholic-Hierarchy, que a su vez toma los datos del Anuario Pontificio. |                      |           |                |            |               |               |                          |                      |            |            |            |

## Episcopologio
- Marie-Antoine Roy, O.F.M. † (9 de junio de 1945-27 de octubre de 1948 falleció)
- Joseph-Roméo Gagnon † (12 de febrero de 1949-18 de febrero de 1970 falleció)
- Fernand Lacroix, C.I.M. † (19 de agosto de 1970-31 de mayo de 1983 renunció)
- Gérard Dionne † (23 de noviembre de 1983-20 de octubre de 1993 renunció)
- François Thibodeau, C.I.M. (22 de octubre de 1993-5 de enero de 2009 renunció)
- Claude Champagne, O.M.I., desde el 5 de enero de 2009